# Arxan Bulag
Arxan Bulag (kinesiska: 阿尔善宝拉格, 阿尔善宝拉格苏木) är en köping i Kina. Den ligger i den autonoma regionen Inre Mongoliet, i den norra delen av landet, omkring 530 kilometer nordost om regionhuvudstaden Hohhot.
Genomsnittlig årsnederbörd är 422 millimeter. Den regnigaste månaden är juni, med i genomsnitt 104 mm nederbörd, och den torraste är februari, med 4 mm nederbörd.